# Доносмта
Доносмта, Доной-лам, Харха-Лам (чечен. Донойн-лам) — вершина в Главном Кавказском хребте (Тушетский хребет), на границе России (Чечня) и Грузии (Тушетия). Топонимия: Донос — название + мта — гора (груз.). 
Высота Доносмта — 4176 метров над уровнем моря. Вершина относится к 3-й категории сложности восхождения. В конце XIX века с развитием альпинизма в Российской империи, была совершена серия первовосхождений. Снежная вершина Доносмта была покорена в числе первых — в 1889 году — группой под руководством Н. Кузнецова.
Чеченский аул Итум-Кали — ближайший населённый пункт от вершины Доносмта.

## Название
Советский и российский географ А. А. Головлёв сообщает о том, что на современных картах почти все высокогорные вершины Бокового хребта, расположенные на чеченском участке границы России и Грузии, носят грузинские названия (например, Махисмагали, Тебулос-Мта, Маистис-Мта, Донос-Мта, Диклос-Мта). Между тем, как показывает К.Н. Россиков, существовали их чеченские эквиваленты.

## Галерея

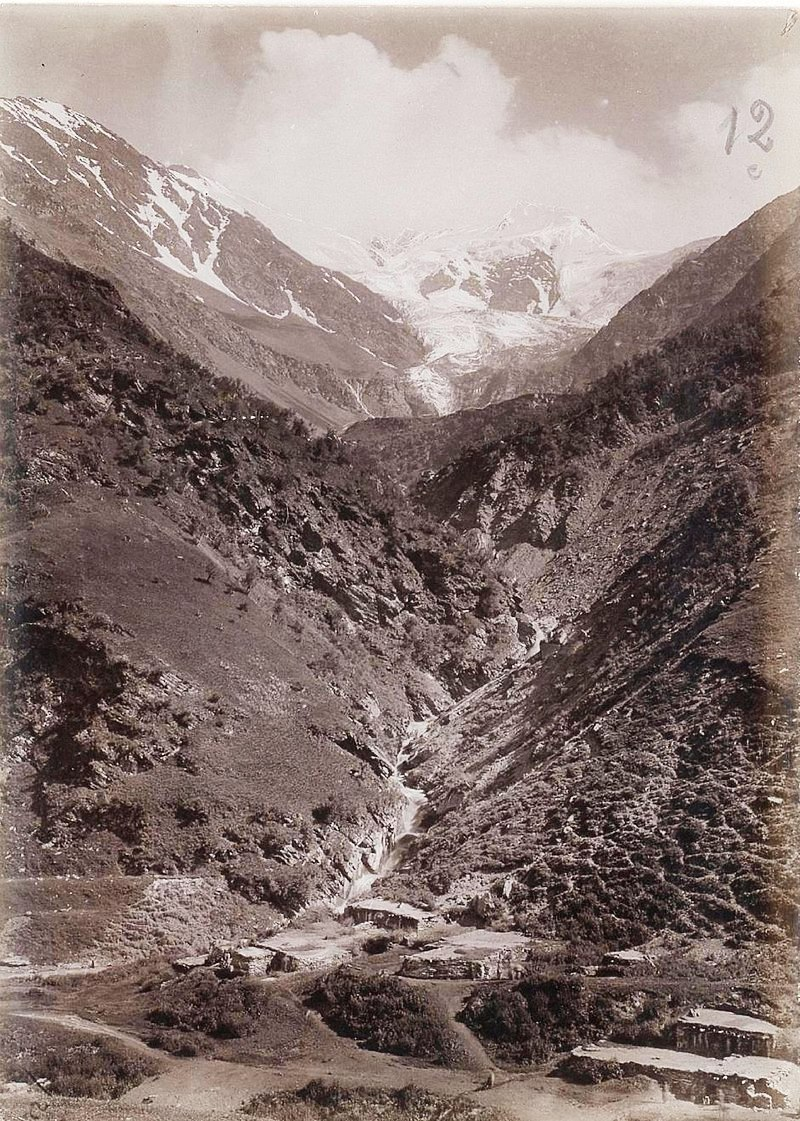
Доносмта (4176 м), вид от хижин в долине Доной-лам. Кавказская экспедиция графа Деши Морица 1897 год